# 杨久清
杨久清（1919年9月—2014年5月），中国民间故事传承人，辽宁新民人。从8岁开始讲故事，讲述的民间故事逾1000则。1988年，被沈阳市授予为“优秀民间故事家”称号。2007年被辽宁省授予为“优秀民间故事家”称号。2007年2月“杨久清回族故事”列入沈阳市第二批非物质文化遗产名录，2007年5月“杨久清民间故事”列入辽宁省非物质文化遗产保护名录。
2014年5月23日19时，杨久清因心肌梗塞抢救无效去世，享年96岁。